# DJ Hype
Kevin Ford (Londres, 22 de março de 1968), mais conhecido pelo seu nome artístico DJ Hype, é um produtor musical e DJ inglês de música eletrônica. Seus estilos em que produz músicas são jungle e drum'n'bass.

## Carreira
Kevin nasceu em 1968, em Londres, na Inglaterra. Hype se envolveu com música pela primeira vez quando era adolescente em 1982, auxiliando PJ e Smiley com seu sistema de som Heatwave no leste de Londres, que evoluiu para Shut Up and Dance. Desde os quatorze anos, Hype junto com amigos do colégio tocava usando um toca-discos e caixas de som que eles mesmo faziam.[carece de fontes?]
Nessa época ele já se interessava em outros estilos além do reggae, principalmente hip hop, rare groove e house, e juntamente com seus companheiros do sistema de som (usando o nome Private Party para fazer rap) faziam algumas sessões em estúdios.[carece de fontes?]
Hype começou a produzir em 1989, engenharia e coprodução de faixas (incluindo "Exorcist" e "The Bee") para Kickin' Records, Strictly Underground e Suburban Base. O produtor de UK Garage, Wookie, lembra que Hype trabalhou com The Scientist em "The Bee" para criar uma das primeiras músicas jungle a fazer grande sucesso, depois de "£10 to Get In" de Shut Up and Dance em 1989. Nessa época, Hype apresentou um programa na estação de rádio pirata de Londres Fantasy FM, e ele era famoso por suas habilidades de mixagem e scratching.
Em 1993, Brockie (um grande amigo de Hype) o chama para tocar uma noite na festa Jungle Fever. A noite é um sucesso e a partir daí Hype recebe inúmeros convites para apresentações.[carece de fontes?]
Suburban Base lançou a faixa "Shot in the Dark" do Hype, que chegou ao UK Singles Chart em 1993. Em 1994, ele se tornou um grande nome no breakbeat hardcore e nas raves jungle - ganhando prêmios de Melhor DJ Masculino e Melhor DJ de Rádio (em 1994 e 1995, respectivamente) no Hardcore Awards do Reino Unido, e apresentando um show no programa legal estação Kiss 100.
Com o grande sucesso através de suas produções e como DJ, em 1994, Hype abre seu próprio selo dedicado ao Jungle, a gravadora Ganja Records de Hype que ganhou popularidade principalmente por meio de músicas para pistas de dança, como "You Must Think First", "Tiger Style" e "Super Sharp Shooter" do DJ Zinc. Sua popularidade atingiu o pico em 1996 com o lançamento de seu primeiro álbum, Still Smokin', uma compilação lançada em conjunto pela gravadora Frontline de Ganja e Pascal. Relançado em 1997, seu sucesso também levou a um acordo com uma grande gravadora com o subgravadora Parousia da BMG e ao estabelecimento da True Playaz, uma unidade de DJ e produção liderada por MC que também inclui DJ Zinc, Pascal e Rude Bwoy Monty. O EP da gravadora Parousia de 1997 do Hype, New Frontiers, com Ganja Kru, alcançou a posição 56 na UK Albums Chart.
Hype é conhecido por seus sets de DJs, incluindo aparições na noite Playaz no Fabric.
Ao longo da carreira, Hype lançou diversos álbuns, singles e compilações (como a série Jungle Massive) demonstrando seu talento na produção e na mixagem. Foi um dos pioneiros a utilizar o scratch em mixagens de jungle, servindo de inspiração para muitos outros, inclusive DJ Marky.[carece de fontes?]

## No Brasil
Na carreira de Hype, o DJ esteve no Brasil:[carece de fontes?]
- Em 20 de abril de 2002, Hype apresenta-se pela primeira vez no Brasil durante o Skol Beats.
- Em 13 de maio de 2006, ele volta a se apresentar no Brasil no festival Skol Beats.
- Em 16 de outubro de 2010, voltou a se apresentar no Brasil no festival Spirit Blue.
- Em 23 de abril de 2016, voltou a se apresentar no Brasil no festival Tomorrowland.